# Morfem
Morfém je v jezikovnem sistemu najmanjša enota besede s samostojnim semantičnim pomenom. Na izrazni ravni morfeme sestavljajo fonemi (najmanjše razločevalne enote jezikovnega sistema), v pisni obliki pa so morfemi sestavljeni iz grafemov (najmanjših enot pisnega jezika).
Pojem morfem se razlikuje od pojma besede, saj mnogi morfemi samostojno ne morejo biti besede. Morfem je prost, če lahko obstaja sam, ali vezan, če se izključno rabi ob prostem morfemu.
Jezikoslovna veja, ki proučuje glasovne in naglasne značilnosti morfema oziroma morfemov besede, se imenuje morfonologija.

### Zgledi
Zgled morfema je lip- v besedi lipa. Morfem ima lahko različice, na primer rêč-, rêc-, rec-, rêk-, rék-, rek- v oblikah besede rêčem, rêci, recíte, rêkla, rékel, rekóč.